# مؤسسة الرائيلية
المؤسسة الرائيلية، (بالإنجليزية: Raelian Foundtion)‏، هي مؤسسة التي تنشر وتبيع نسخًا من الرسائل الرائيلية، وتوفر الدعم المالي لمواجهة الموجهين في الحركة الرائيلية. المؤسسة الرائيلية هي منفصلة ماليًّا عن الحركة الرائيلية.

## التمويل
تتمول المؤسسة من خلال التبرعات وهي غير اشتراكات العضوية الإختيارية. والسبب بالنسبة لهم هو أن النظام العالمي الحالي ما زال يعتمد على المال لذلك تحتاج الحركة إلى الدعم المالي عن طريق التبرعات للقيام بنشاطاتها حول العالم. تستعمل التبرعات لتحقيق هدفين: الأول، هو نشر الرسالة بين جميع البشر، والثاني، هو لبناء سفارة للإلوهيم. لا يستلم أي من خدام الحركة أي راتب بما فيه رئيسهم رائيل. أما البترع له، فيتم بشكل اختياري من خلال المؤسسة الرائيلية التي توفر له ما يحتاج لنشر الرسالة.